# Jesper Barkselius
Erik Jesper Barkselius, född 16 april 1974 i Eskilstuna, är en svensk skådespelare.

## Biografi
Barkselius har studerat scen och film på folkhögskola och  gick på Teaterhögskolan i Göteborg 1998–2002.
Han bor i Norrköping med sambo och barn.

## Teater

### Roller (ej komplett)
| År   | Roll                            | Produktion                                                                | Regi                | Teater                      |
| ---- | ------------------------------- | ------------------------------------------------------------------------- | ------------------- | --------------------------- |
| 2000 | Narren                          | Nyköpings gästabud                                                        |                     | Teater Sörmland             |
| 2001 |                                 | Eliza George Bernard Shaw                                                 | Eva Bergman         | Backa teater                |
| 2002 |                                 | Hatten är din Mats Kjelbye                                                | Alexander Öberg     | Backa teater                |
| 2003 | Albert                          | Din stund på jorden Vilhelm Moberg                                        |                     | Östgötateatern/ Riksteatern |
| 2003 | Major Picquart                  | Dreyfus Magnus Dahlström                                                  | Claes Lundberg      | Östgötateatern              |
| 2004 |                                 | En vintersaga William Shakespeare                                         |                     | Östgötateatern              |
| 2004 | Lejonet/ Zeke                   | Trollkarlen från Oz (The Wizard of Oz) L. Frank Baum                      | Hans Wigren         | Östgötateatern              |
| 2005 | Hertig Erik                     | Gästabudet dagen därpå                                                    |                     | Teater Sörmland             |
| 2005 | Nathan Detroit                  | Guys and Dolls Frank Loesser, Joe Swerling och Abe Burrows                |                     | Östgötateatern              |
| 2007 | Danny                           | Motortown Simon Stephens                                                  | Tereza Andersson    | Östgötateatern              |
| 2008 | Romeo                           | Romeo & Julia William Shakespeare                                         |                     | Östgötateatern              |
| 2009 | Figaro                          | Figaros bröllop Pierre de Beaumarchais                                    |                     | Östgötateatern              |
| 2009 | Agrado                          | Allt om min mamma                                                         |                     | Östgötateatern              |
| 2012 | Fester                          | Familjen Addams Marshall Brickman, Rick Elice och Andrew Lippa            |                     | Östgötateatern              |
| 2016 | Alceste                         | Misantropen (Le misanthrope) Molière                                      | Michaela Granit     | Östgötateatern              |
| 2017 | Fredrik                         | Stark som en räv Ylva Lööf                                                | Marika Lagercrantz  | Östgötateatern              |
| 2018 | Axel                            | Farmor och vår Herre Hjalmar Bergman                                      | Pontus Plænge       | Östgötateatern              |
| 2019 | Garry Lejeune/Roger Tramplemain | Rampfeber (Noises Off) Michael Frayn                                      | Pontus Plænge       | Östgötateatern              |
| 2020 | Claude m.fl.                    | Come From Away Irene Sankoff och David Hein                               | Markus Virta        | Östgötateatern              |
| 2020 |                                 | De insnöade William Wahlstedt                                             | William Wahlstedt   | Östgötateatern              |
| 2020 | Dumain den yngre                | Slutet gott, allting gott (All's Well That Ends Well) William Shakespeare | Pontus Plænge       | Östgötateatern              |
| 2022 | Martti Piano Larsson            | Expedition kyla (Kohti kylmempää) Leea Klemola och Klaus Klemola          | Jussi Sorjanen      | Östgötateatern              |
| 2022 | Claude m.fl.                    | Come From Away Irene Sankoff och David Hein                               | Markus Virta        | Östgötateatern              |
| 2023 |                                 | Gjort i länet Peter Jansson, Caroline Harrysson och Jesper Barkselius     | Peter Jansson       | Östgötateatern              |
| 2023 | Earl Hunterson                  | Waitress Jessie Nelson och Sara Bareilles                                 | Roger Lybeck        | Östgötateatern              |
| 2024 |                                 | Superkontoret Ensemblen och Nils Poletti                                  | Nils Poletti        | Östgötateatern              |
| 2024 |                                 | Titus Andronicus William Shakespeare                                      | Marie Nikazm Bakken | Östgötateatern              |

## TV-roller
- 2020 – Gåsmamman (TV-serie)
- 2019 – Ture Sventon och Bermudatriangelns hemlighet (TV-serie)
- 2007 - Höök: Ryssguldet, som Matti Soursa.
- 2006 - Poliser, Klocke.
- 2004 – Lokalreportern (TV-serie) som Berny.

## Filmroller
- 2011 – Jägarna 2 – polisen Åström
- 2016 – Surprise (kortfilm)
- 2018 – Tårtgeneralen
- 2018 – Den blomstertid nu kommer – pappa Björn
- 2022 – UFO Sweden - ordförande Lennart Swahn

### Fotnoter
1. ↑  ”Jesper Barkselius”. Svensk Filmdatabas. http://www.sfi.se/sv/svensk-filmdatabas/Item/?type=PERSON&itemid=295547&ref=%2ftemplates%2fSwedishFilmSearchResult.aspx%3fid%3d1225%26epslanguage%3dsv%26searchword%3dJesper+Barkselius%26type%3dPerson%26match%3dBegin%26page%3d1%26prom%3dFalse. Läst 27 september 2012.
2. ↑  ”Jesper Barkselius”. Agenterna i Stockholm. Arkiverad från originalet den 27 maj 2015. https://web.archive.org/web/20150527185847/http://www.agenternaistockholm.se/artist/33-jesper-barkselius. Läst 27 maj 2015.
3. ↑  Widar Andersson (14 november 2017). ”Räven är hemskt kul och stark”. Affärsliv. Arkiverad från originalet den 15 december 2019. https://web.archive.org/web/20191215210019/https://www.affarsliv.com/kultur-noje/raven-ar-hemskt-kul-och-stark-om4890693.aspx. Läst 15 december 2019.